# Lista dos membros da Academia Leopoldina/1992
A lista de membros da Academia Leopoldina para 1992 contém todas as pessoas que foram nomeadas no ano de 1992 membro. No total foram eleitos 26 novos membros.

## Novos membros eleitos
| Nr. | Nome                      | Nascimento             | Admissão | Morte                  | Seção                                             | Imagem | Banco de dados                                                                                   |
| --- | ------------------------- | ---------------------- | -------- | ---------------------- | ------------------------------------------------- | ------ | ------------------------------------------------------------------------------------------------ |
|     | Paul Baltes               | 18 de junho de 1939    | 1992     | 7 de novembro de 2006  | psicologia empírica e ciências cognitivas         |        | Lista dos membros da Academia Leopoldina/1992 (em alemão). Academia Alemã de Ciências Leopoldina |
|     | Konrad Beyreuther         | 14 de maio de 1941     | 1992     |                        | neurociencia                                      |        | Lista dos membros da Academia Leopoldina/1992 (em alemão). Academia Alemã de Ciências Leopoldina |
|     | Paul Crutzen              | 3 de dezembro de 1933  | 1992     |                        | geociência                                        |        | Lista dos membros da Academia Leopoldina/1992 (em alemão). Academia Alemã de Ciências Leopoldina |
|     | Gerd Faltings             | 28 de julho de 1954    | 1992     |                        | matemática                                        |        | Lista dos membros da Academia Leopoldina/1992 (em alemão). Academia Alemã de Ciências Leopoldina |
|     | Robert Fischer            |                        | 1992     | 18 de agosto de 2015   | patologia e medicina legal                        |        | Lista dos membros da Academia Leopoldina/1992 (em alemão). Academia Alemã de Ciências Leopoldina |
|     | Rainer Greger             | 3 de janeiro de 1946   | 1992     | 16 de dezembro de 2007 | fisiologia e farmacologia/toxicologia             |        | Lista dos membros da Academia Leopoldina/1992 (em alemão). Academia Alemã de Ciências Leopoldina |
|     | Jürgen Hagedorn           | 10 de março de 1933    | 1992     |                        | geociência                                        |        | Lista dos membros da Academia Leopoldina/1992 (em alemão). Academia Alemã de Ciências Leopoldina |
|     | Günter Harder             | 14 de março de 1938    | 1992     |                        | matemática                                        |        | Lista dos membros da Academia Leopoldina/1992 (em alemão). Academia Alemã de Ciências Leopoldina |
|     | Gotthilf Hempel           | 8 de março de 1929     | 1992     |                        | genética/biologia molecular e biologia celular    |        | Lista dos membros da Academia Leopoldina/1992 (em alemão). Academia Alemã de Ciências Leopoldina |
|     | Reinhold Herrmann         |                        | 1992     |                        | genética/biologia molecular e biologia celular    |        | Lista dos membros da Academia Leopoldina/1992 (em alemão). Academia Alemã de Ciências Leopoldina |
|     | Paul Christian Lauterbur  | 6 de maio de 1929      | 1992     | 27 de março de 2007    | radiologia                                        |        | Lista dos membros da Academia Leopoldina/1992 (em alemão). Academia Alemã de Ciências Leopoldina |
|     | Fritz Melchers            | 1936                   | 1992     |                        | microbiologia e imunologia                        |        | Lista dos membros da Academia Leopoldina/1992 (em alemão). Academia Alemã de Ciências Leopoldina |
|     | Miklós Miltényi           |                        | 1992     |                        | ginecologia e pediatria                           |        | Lista dos membros da Academia Leopoldina/1992 (em alemão). Academia Alemã de Ciências Leopoldina |
|     | Hanskarl Müller-Buschbaum | 24 de maio de 1931     | 1992     | 21 de novembro de 2016 | química                                           |        | Lista dos membros da Academia Leopoldina/1992 (em alemão). Academia Alemã de Ciências Leopoldina |
|     | John David North          | 19 de maio de 1934     | 1992     | 31 de outubro de 2008  | história da ciência e medicina                    |        | Lista dos membros da Academia Leopoldina/1992 (em alemão). Academia Alemã de Ciências Leopoldina |
|     | Satoshi Ōmura             | 12 de julho de 1935    | 1992     |                        | microbiologia e imunologia                        |        | Lista dos membros da Academia Leopoldina/1992 (em alemão). Academia Alemã de Ciências Leopoldina |
|     | Klaus Peter               | 14 de setembro de 1938 | 1992     |                        | cirurgia, ortopedia e anestesiologia              |        | Lista dos membros da Academia Leopoldina/1992 (em alemão). Academia Alemã de Ciências Leopoldina |
|     | Ulrich Pfeifer            |                        | 1992     |                        | patologia e medicina legal                        |        | Lista dos membros da Academia Leopoldina/1992 (em alemão). Academia Alemã de Ciências Leopoldina |
|     | Andrej Popov              |                        | 1992     |                        | biologia organísmica e evolutiva                  |        | Lista dos membros da Academia Leopoldina/1992 (em alemão). Academia Alemã de Ciências Leopoldina |
|     | Gerhard Riecker           | 2 de fevereiro de 1926 | 1992     |                        | medicina interna                                  |        | Lista dos membros da Academia Leopoldina/1992 (em alemão). Academia Alemã de Ciências Leopoldina |
|     | Fritz Peter Schäfer       | 15 de janeiro de 1931  | 1992     | 25 de abril de 2011    | química                                           |        | Lista dos membros da Academia Leopoldina/1992 (em alemão). Academia Alemã de Ciências Leopoldina |
|     | Karsten Schrör            | 3 de maio de 1942      | 1992     |                        | fisiologia e farmacologia/toxicologia             |        | Lista dos membros da Academia Leopoldina/1992 (em alemão). Academia Alemã de Ciências Leopoldina |
|     | Helmut Schwarz            | 6 de agosto de 1943    | 1992     |                        | química                                           |        | Lista dos membros da Academia Leopoldina/1992 (em alemão). Academia Alemã de Ciências Leopoldina |
|     | Hans Slezak               |                        | 1992     |                        | oftalmologia, otorrinolaringologia, estomatologaa |        | Lista dos membros da Academia Leopoldina/1992 (em alemão). Academia Alemã de Ciências Leopoldina |
|     | Volker Strassen           | 29 de abril de 1936    | 1992     |                        | matemática                                        |        | Lista dos membros da Academia Leopoldina/1992 (em alemão). Academia Alemã de Ciências Leopoldina |
|     | Klaus Unsicker            | 3 de janeiro de 1942   | 1992     |                        | neurociencia                                      |        | Lista dos membros da Academia Leopoldina/1992 (em alemão). Academia Alemã de Ciências Leopoldina |